# Granada Modelo 24
O Modelo 24 Stielhandgranate foi a granada de mão padrão do exército alemão a partir do final da Primeira Guerra Mundial até o final da Segunda Guerra Mundial. A aparência muito distinta levou ela a ser apelidada de "granada de vara", e é até hoje uma das armas de infantaria mais reconhecidas do século 20.